# Республика Конго
Респу́блика Ко́нго (фр. République du Congo [ʁepyblik dy kɔ̃ɡo], конго Repubilika ya Kongo, лингала Republíki ya Kongó), также Ко́нго-Браззави́ль — государство в Центральной Африке, бывшее колониальное владение Франции, с 1970 по 1991 года — Народная Республика Конго.
Страна граничит на западе с Габоном, на северо-западе с Камеруном и на северо-востоке с Центральноафриканской Республикой, на юго-востоке с Демократической Республикой Конго, на юге с ангольским эксклавом Кабинда, на юго-западе омывается Атлантическим океаном. Французский язык является официальным языком Республики Конго.
Столица — город Браззавиль.
Около 3000 лет назад в регионе доминировали племена, говорящие на языках банту. Эти  племена построили торговые связи, ведущие в бассейн реки Конго. Конго ранее было частью французской колонии Экваториальная Африка. Республика Конго была образована 28 ноября 1958 года и получила независимость от Франции в 1960 году. Это было марксистско-ленинское государство с 1969 по 1992 год под названием Народная Республика Конго. Суверенное государство проводит многопартийные выборы с 1992 года, хотя демократически избранное правительство было свергнуто в гражданской войне в Республике Конго в 1997 году, а президент Дени Сассу-Нгессо, который впервые пришёл к власти в 1979 году, правит уже более 40 лет.
Республика Конго является членом Африканского союза, Организации Объединённых Наций, Франкоязычного сообщества, Экономического сообщества центральноафриканских государств и Движения неприсоединения. Она стала четвёртым по величине производителем нефти в Гвинейском заливе, обеспечив стране определённую степень процветания, несмотря на политическую и экономическую нестабильность в некоторых районах и неравное распределение нефтяных доходов по всей стране. Экономика Конго сильно зависит от нефтяного сектора, и экономический рост значительно замедлился после падения цен на нефть с 2015 года. С населением 5,2 миллиона человек, 88,5 % страны исповедуют христианство.

## Географические данные
|  |
|  |

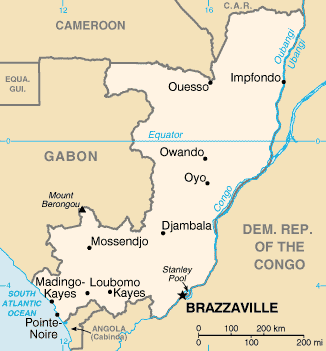
Карта Республики Конго

Рельеф республики Конго

Государство в Центральной Африке. Граничит с Габоном, Камеруном, Центральноафриканской Республикой, Демократической Республикой Конго и Анголой, имеет выход к Атлантическому океану.
Главные реки: бассейнов Куилу и Конго.
Высшая точка: на юго-западе страны, Набемба, 1040 м.

### Полезные ископаемые
Недра страны содержат запасы нефти, природного газа, руд свинца, цинка, урана, меди, железа, фосфоритов, золота, алмазов, небольшие месторождения олова, вольфрама, тантала, ниобия.

### Климат
Климат экваториальный на севере, и субэкваториальный на юге.
Средняя температура:
- апреля: +26 °C;
- июля: +22 °C;

Осадки: 1200—2000 мм в год.

## История
Изначально территорию Конго населяли пигмеи, занимавшиеся охотой и собирательством. Позднее, примерно в VI—IX веках, пришли племена банту, составляющие ныне примерно 98 % населения.
Племена банту (конго, вили, йомбе, теке) занимались мотыжным, подсечно-огневым земледелием (главные культуры — сорго, бобовые, ямс).
Ко времени появления европейцев банту жили в основном первобытно-общинным строем, но у некоторых племён уже появилось рабовладение.
В 1482 году в устье реки Конго побывала первая европейская экспедиция — португальские моряки под командованием Диогу Кана. С начала XVI века португальцы начали вывозить купленных у прибрежных племён рабов из Конго в Бразилию.

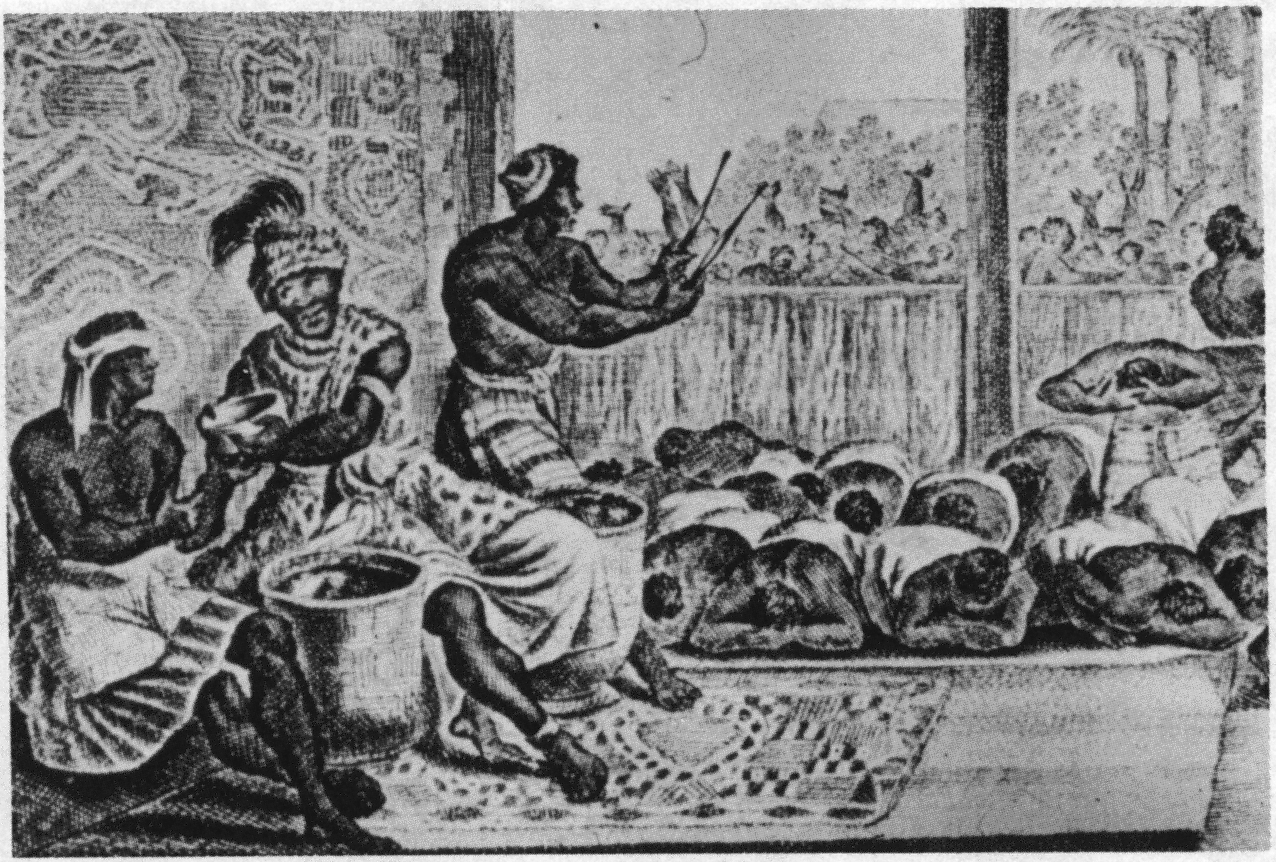
При дворе короля Лоанго. Рисунок 2-й половины XVII века, из книги Описание Африки (1668)

### Колониальный период
В конце XIX века в бассейне реки Конго появились французы. В 1880 году офицер французского флота Пьер де Бразза основал пост (ныне город Браззавиль, столица Республики Конго). К 1883 году французы заключили договоры о протекторате со всеми вождями прибрежных племён.
В 1886—1947 годах территория современной Республики Конго была колонией Франции под названием Французское Конго в составе Французской Экваториальной Африки.
В 1903 году на территории Французского Конго французы начали добывать медную руду, а в 1911 году они провели первую железнодорожную ветку. К 1934 году французские колонизаторы соединили железной дорогой Браззавиль с портом Пуэнт-Нуар.
В 1947 году колониальному владению Конго предоставлен статус заморской территории Франции, а с 1958 года — статус автономной республики в составе Французского сообщества.
К тому времени в Конго сформировалось несколько политических партий, крупнейшие из них: Демократический союз и Африканское социалистическое движение. После получения статуса автономной республики вспыхнули кровавые столкновения между сторонниками этих партий, сопровождавшиеся межэтническими столкновениями (особенно между племенами мбоши и лали). В итоге победил Демократический союз, фактически разгромивший социалистов.

### Период независимости
15 августа 1960 года была провозглашена независимость Республики Конго. Первым президентом стал Фюльбер Юлу, который 15 августа 1963 года был свергнут в результате инспирированного профсоюзами мощного выступления протеста против коррупции в административном аппарате на фоне ухудшающегося экономического положения.
Два дня (15—16 августа 1963 года) страной управляло временное правительство, лидерами которого были Давид Муссака и Феликс Музабакани.
16 августа 1963 года к власти пришло временное правительство во главе с Альфонсом Массамба-Дебой, который в декабре 1963 стал президентом. Была организована партия Национальное движение революции (НДР), с 1964 года ставшая единственной разрешённой партией в стране. Был объявлен курс на строительство социалистического общества (по примеру СССР), введён пятилетний план, реквизировано имущество иностранных компаний.
В августе 1968 года Массамба-Деба был свергнут в результате переворота во главе с капитаном Марианом Нгуаби, бывшим членом ЦК прежней правящей партии НРД. Нгуаби был назначен президентом страны, председателем госсовета, министром обороны и министром госбезопасности. Нгуаби объявил о продолжении курса строительства социализма по советскому образцу. В 1969 году он создал Конголезскую партию труда (КПТ) — правящую и единственную в стране. Парламент страны был отменён, его функции взял ЦК КПТ.
Политика Нгуаби провоцировала широкое недовольство в стране. В 1970 году в столице произошло вооружённое восстание правых антикоммунистов, сторонников Аббата Юлу, во главе с Пьером Кингангой. В 1972—1973 годах власти жёстко подавили ультралевое оппозиционное Движение 22 февраля.
18 марта 1977 года президент Нгуаби был убит капитаном Кикадиди — предположительно в результате военного заговора. Власть взял военный комитет КПТ во главе с Жоакимом Йомби-Опанго. По приговору трибунала был казнён экс-президент Массамба-Деба, которого власти сочли одним из лидеров заговорщиков, несмотря на отсутствие прямых доказательств.
В марте 1979 года состоялся чрезвычайный съезд КПТ, осудивший антипартийную деятельность Йомби-Опанго (отклонение от марксизма). Президентом Конго стал полковник Дени Сассу-Нгессо — председатель партии, глава правительства и по совместительству министр обороны, министр госбезопасности и министр внутренних дел. Сассу-Нгессо, как и его предшественники, объявил продолжение курса строительства социализма советского образца.
В 1990—1991 годах в стране, как и в целом на континенте, имела место значительная демократизация политической жизни. Национально-государственная конференция, проведённая в начале 1991 под председательством президента Сассу-Нгессо, декларировала отказ от марксистско-ленинской идеологии, переход к многопартийной демократии и рыночной экономике. При этом были политически и юридически реабилитированы бывшие президенты Фюльбер Юлу и Альфонс Массамба-Деба.
Первые свободные выборы состоялись в августе 1992 года. Правящая КПТ потерпела поражение и перешла в оппозицию. Президентом был избран Паскаль Лиссуба, выступавший с программой либеральных реформ.
В период с 1992 по 1997 годы страной правили слабые коалиционные правительства. Реформы Лиссубы достигли некоторых макроэкономических успехов, но за счёт неприемлемой социальной цены. Политическая ситуация вновь дестабилизировалась, конфликты перерастали в вооружённые столкновения. В 1997 году в преддверии новых выборов разразилась гражданская война между сторонниками Лиссубы и Сассу-Нгессо. Соседние страны приняли значительное участие в междоусобице. Решающую роль в итоговой победе Сассу-Нгессо сыграла ангольская армия.
В 2001—2002 годах Сассу-Нгессо провел процесс восстановления политической либерализации, и в 2002 году был избран на семилетний срок в качестве президента республики.
12 июля 2009 года состоялись очередные президентские выборы. Кроме действующего президента в них участвовали ещё 12 кандидатов. Однако, по мнению многих обозревателей, некоторые из них были людьми, специально выдвинутыми президентом с целью раздробления оппозиции, тогда как другие представляли карликовые партии, изначально не имевшие шанса на победу. 25 октября 2015 года на референдуме принимается новая конституция, в результате чего было обнулено конституционное ограничение президентских сроков, что позволило Сассу-Нгессо баллотироваться в третий раз. В марте 2016 года он вновь победил президентских выборах. 23 марта 2021 года избирательная комиссия объявила, что Дени Сассу-Нгессо вновь переизбран президентом в первом туре.

## Государственное устройство

### Исполнительная власть
Глава государства — президент республики. Избирается населением на 5-летний срок, с возможностью переизбрания на второй и третий сроки.

### Законодательная власть
Высший законодательный орган — двухпалатный парламент. Сенат — 72 члена (избираются провинциальными советами на шестилетний срок, 1/3 членов обновляется каждые два года), Национальное собрание — 137 депутатов, избираемых населением на 5-летний срок.

### Основные политические партии
К 2003 году в Конго насчитывалось более 150 политических партий, из которых около 40 заметны на политической арене.
| Партия                                                                        | Количество мест (1й тур) | Количество мест (2й тур) | Итого мест в парламенте |
| ----------------------------------------------------------------------------- | ------------------------ | ------------------------ | ----------------------- |
| Конголезская партия труда                                                     | 22                       | 25                       | 47                      |
| Независимые депутаты                                                          | 8                        | 29                       | 37                      |
| Конголезское движение за демократию и интегральное развитие                   | 4                        | 7                        | 11                      |
| Панафриканский Союз за социал-демократию                                      | 3                        | 8                        | 11                      |
| Движение за обновление                                                        | 3                        | 2                        | 5                       |
| Движение за солидарность и развитие                                           | 1                        | 2                        | 3                       |
| Клуб 2002 — партия за единство республики                                     | 1                        | 2                        | 3                       |
| Движение за Конго                                                             | 1                        | 2                        | 3                       |
| Новые демократические силы                                                    | 0                        | 3                        | 3                       |
| Патриотический союз за демократию и прогресс                                  | 0                        | 2                        | 2                       |
| Объединение за демократию и социальный прогресс                               | 0                        | 2                        | 2                       |
| Союз в поддержку республики                                                   | 0                        | 2                        | 2                       |
| Союз ради прогресса                                                           | 0                        | 2                        | 2                       |
| Союз во имя демократии и республики                                           | 0                        | 1                        | 1                       |
| Союз демократических сил                                                      | 0                        | 1                        | 1                       |
| Движение за демократию и прогресс                                             | 0                        | 1                        | 1                       |
| Молодежь в движении                                                           | 0                        | 1                        | 1                       |
| Гражданское объединение                                                       | 0                        | 1                        | 1                       |
| Партия жизни                                                                  | 0                        | 1                        | 1                       |
| Итого                                                                         | 43                       | 94                       | 137                     |
| Источники (англ.): Xinhua, Panapress, IPU, E-polytika, AngolaPress, Congopage |                          |                          |                         |

## Административно-территориальное деление
В состав Республики Конго входят 12 департаментов, в том числе, столичный город Браззавиль и город Пуэнт-Нуар.
| №  | Департамент (Русск.) | Департамент (Фр.) | Адм. центр | Площадь, км² | Население,: чел. (2010) | Плотность, чел./км² | Департаменты Республики Конго |
| 1  | Браззавиль           | Brazzaville       | Браззавиль | 100          | 1 408 150               | 14 081,50           | Департаменты Республики Конго |
| 2  | Буэнза               | Bouenza           | Мадингу    | 12 265       | 319 570                 | 26,06               | Департаменты Республики Конго |
| 3  | Западный Кювет       | Cuvette-Ouest     | Эво        | 26 600       | 59 728                  | 2,25                | Департаменты Республики Конго |
| 4  | Куилу                | Kouilou           | Лоанго     | 13 650       | 84 165                  | 6,17                | Департаменты Республики Конго |
| 5  | Кювет                | Cuvette           | Овандо     | 48 250       | 152 433                 | 3,16                | Департаменты Республики Конго |
| 6  | Лекуму               | Lékoumou          | Сибити     | 20 950       | 85 617                  | 4,09                | Департаменты Республики Конго |
| 7  | Ликуала              | Likouala          | Импфондо   | 66 044       | 97 206                  | 1,47                | Департаменты Республики Конго |
| 8  | Ниари                | Niari             | Лубомо     | 25 942       | 255 120                 | 9,83                | Департаменты Республики Конго |
| 9  | Плато                | Plateaux          | Джамбала   | 38 400       | 192 596                 | 5,02                | Департаменты Республики Конго |
| 10 | Пул                  | Pool              | Кинкала    | 33 955       | 436 786                 | 12,86               | Департаменты Республики Конго |
| 11 | Пуэнт-Нуар           | Pointe-Noire      | Пуэнт-Нуар | 44           | 829 134                 | 18 843,95           | Департаменты Республики Конго |
| 12 | Санга                | Sangha            | Весо       | 55 800       | 81 326                  | 1,46                | Департаменты Республики Конго |
|    | Всего                |                   |            | 342 000      | 4 001 831               | 11,70               | Департаменты Республики Конго |

## Население

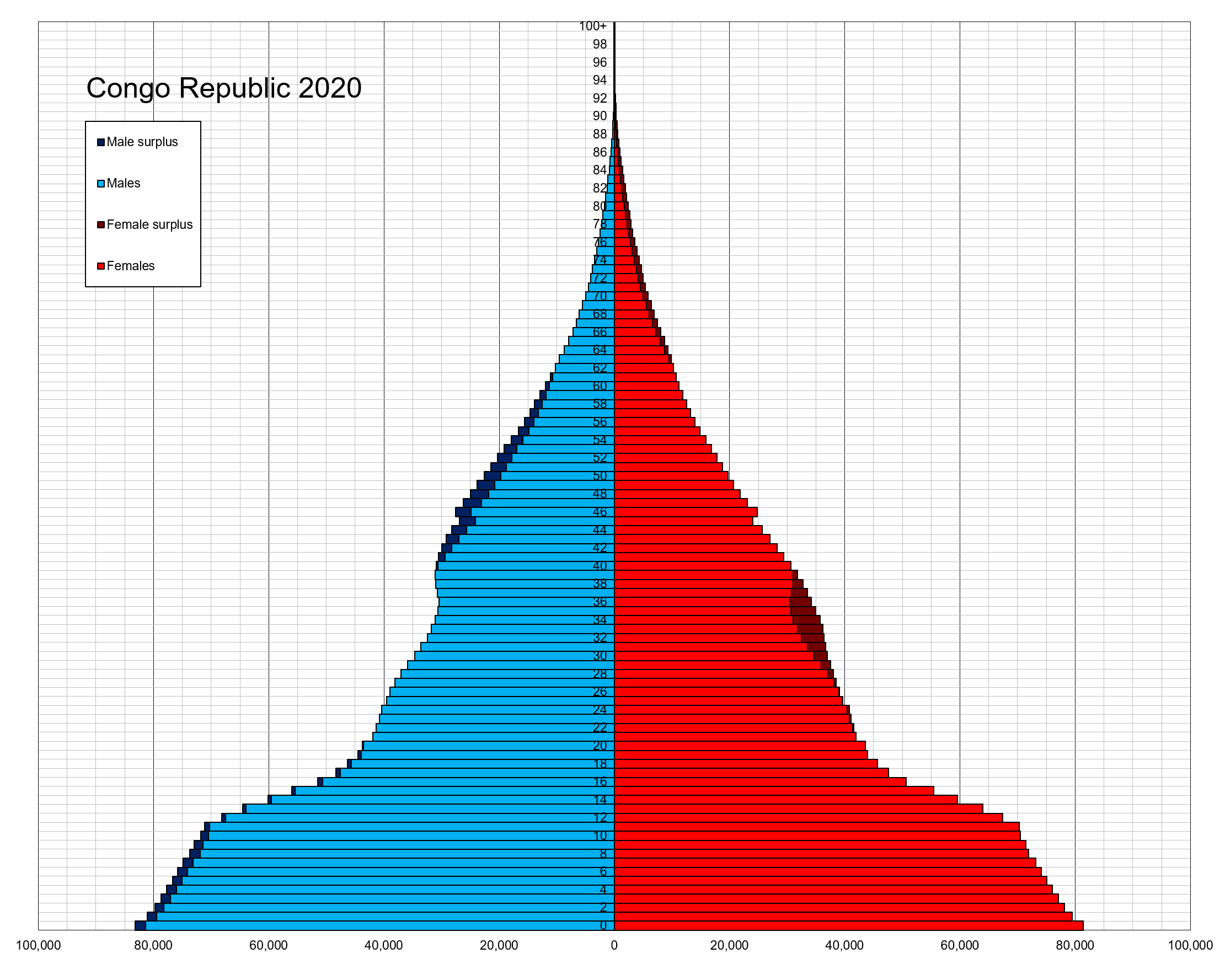
Возрастно-половая пирамида населения Республики Конго на 2020 год

Численность населения — 5 293 070 чел. (оценка на июль 2020).
По среднему прогнозу, население страны к 2100 году составит 18,6 млн человек.
Годовой прирост — 2,26 %.
Рождаемость — 32,6 на 1000 (фертильность — 4,45 рождений на женщину, 24-е место в мире).
Смертность — 8,7 на 1000.
Младенческая смертность — 50,7 на 1000.
Средняя продолжительность жизни — 60 лет у мужчин, 63 года у женщин.
Заражённость вирусом иммунодефицита (ВИЧ) — 2,6 % (оценка 2018 года).
Городское население — 67,8 %.
Грамотность — 80,3 % (оценка 2018).
Этнический состав: конго 48 %, санга 5,6 %, мбоши 12 %, теке 17 %, пигмеи 10 %, европейцы и другие 3 %.
Языки: французский (официальный), лингала и монокутуба (языки межэтнического общения), множество местных языков, из которых наиболее распространён киконго.
Религии: христиане 50 %, аборигенные культы 48 %, мусульмане 2 %. Большинство христиан католики, также представлены лютеране, баптисты, прихожане Ассамблей Бога, Свидетели Иеговы.

## Экономика

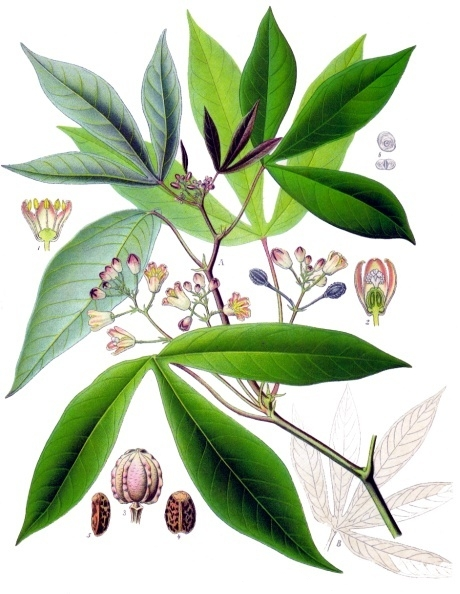
Маниок — важная продовольственная культура в Республике Конго.

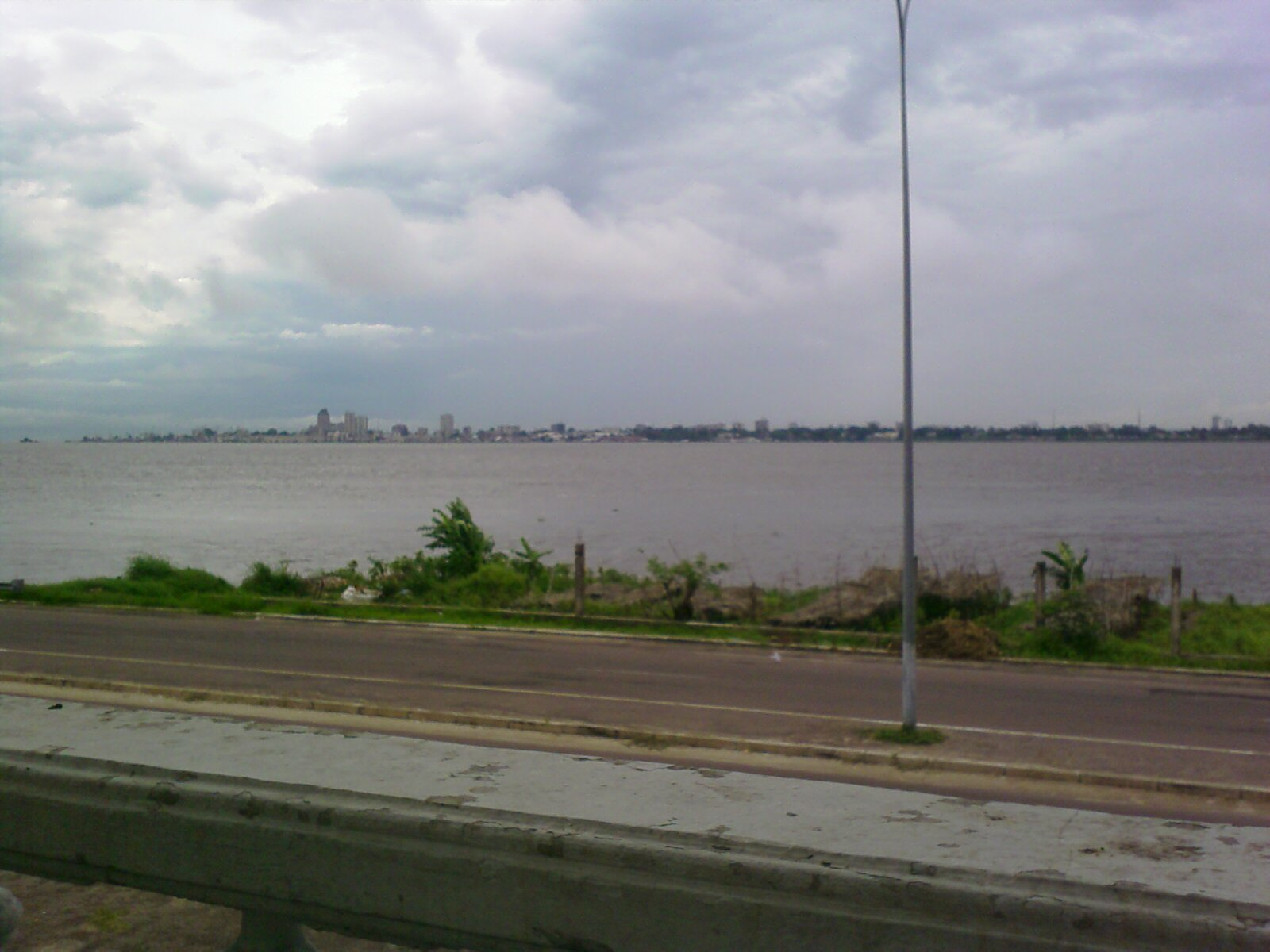
Вид на Киншасу из Браззавиля. Две столицы разделяет река Конго.

Основа экономики — добыча и экспорт нефти (в 2013 году — 14,5 млн тонн). ВВП на душу населения в 2009 году — 4,1 тыс. долл. (152-е место в мире, 8-е место в Чёрной Африке).
Промышленность (68,7 % ВВП) — добыча нефти, производство цемента, лесоматериалы, пивоварение, производство сахара, пальмового масла, мыла, сигарет.
Сельское хозяйство (4 % ВВП) — кассава (тапиока), сахарный тростник, рис, кукуруза, арахис, овощи, кофе, какао.

### Внешняя торговля
Экспорт в 2017 году — 4,193 млрд долл. Его основу составляют нефть, лесоматериалы, сахар, какао, кофе, алмазы.
Основные покупатели: Китай 53,8 %; Ангола 6,2 %; Габон 5,7 %; Италия 5,4 %; Испания 5,4 %; Австралия 4,8 %.
Импорт в 2017 году — 2,501 млрд долл. Его основу составляют промышленная продукция, стройматериалы, продовольствие.
Основные поставщики: Франция 15 %; Китай 14 %; Бельгия 12,2 %; Норвегия 8,1 %.
Входит в международную организацию стран АКТ.
В 2018 году Республика Конго присоединилась к Организации стран—экспортёров нефти (ОПЕК).
Через Республику Конго проходит транс-африканский автодорожный маршрут  шоссе Триполи-Кейптаун.

## Культура

Почтовая марка республики Конго (погашена)

У местного населения Конго с давних пор существует богатый и самобытный фольклор, но письменная литература появилась лишь после 2-й мировой войны. Литературные языки — французский и лингала.
Первым поэтом Конго, выступившим в 1948 году, был Чикайя У Тамси (1931—1988). Проза Конго представлена романистом Жаном Малонга (р. 1907).
В изобразительном искусстве преобладают резная деревянная скульптура и маски. Резьба служит основным видом художественного ремесла. Ею покрывают различные деревянные предметы, мебель, сосуды из тыквы. Резьба может украшать глиняную посуду.
В современном искусстве наиболее значительны работы живописной школы-мастерской Пото-Пото (основанной в 1951 году французским живописцем и этнографом П. Лодсом), получившей своё название от одного из районов Браззавиля. Ориентируясь на местные традиции, мастера Пото-Пото создали оригинальный стиль изображений народной жизни (гуашь, акварель), в которых графичность и чёткость рисунка, острая экспрессия движений, динамичные силуэты вытянутых в пропорциях фигур соединены с декоративной насыщенностью цвета.
Жанровые и стилевые особенности музыкальной культуры многочисленных народов, населяющих Конго, зародились в глубокой древности и сложились в доколониальный период. Музыкальное творчество баконго, бавили, байомбе, бобанги, бабоши и других народов было ограничено областью фольклора.
В 1966 году создан Национальный конголезский балет, исполняющий традиционные народные танцы.

### СМИ
Государственная телерадиокомпания — CNRTV (Centre national de Radio Télévision congolais — «Национальный центр конголезского радио и телевидения»), включает в себя телеканал Télé Congo, радиостанции Radio Congo и Radio Brazza.